# 小林由紀子
小林由紀子（こばやし ゆきこ、旧姓：岡本、1940年（昭和15年）2月16日 - ）は、日本のテレビプロデューサー。NHK番組制作局長を務めた。リスプラン代表取締役。東京出身。

## 人物・経歴
父は医者で戦前は東京・東中野で開業医をし、戦後は日本勧業銀行で嘱託医となった。
少女時代、宝塚を受けたかったが、姉がピアニストになったときに父が強く反対したのを見ていたので、つい我慢した。
進学した白百合学園高校、白百合短期大学（現・白百合女子大学）では演劇部に入っており、演劇については強い憧れを持っていた。そこで就職を決めるとき、役者か演出の道に入っていけるかと思い、NHKを受験することにした。1959年（昭和34年）から61年までの3年間は、NHKが一番人を多く採用した時期であり、当時は春と秋にそれぞれ100人を超すほど採っていた。小林が入局した60年春には150人くらいが入り、そのうち40人ほどが女性だったという。岡本家としては、女性として就職したのは彼女が初めてのことだったが、周囲はあまり喜んでくれなかった。
入局後は、芸能局テレビ文芸部に配属、『お笑い三人組』などのアシスタントをしていたが、数年後からパーキンソン病を患っていた母の看病の負担が重くなり、彼女の生活は一変した。自宅に帰れるには、もちらん夜遅くなってから。それから母の看病をし、翌朝出かける前に両親の食事の支度をするという毎日だった。小林は家庭にとどまって、母の介護に務めるべきなのではないかと何度も考えたが、結局彼女は大好きなドラマ作りに、ドラマプロデューサーとしてNHK勤務を続けることにした。
1983年（昭和58年）、『おしん』（脚本・橋田壽賀子）によって世に出る。85年の『たけしくん、ハイ!』（脚本・布勢博一）では、彼女がほとんど体験できなかった母と子の家族ドラマを制作、86年の『はね駒』（脚本・寺内小春）では、当時アイドルとして人気絶頂であった斉藤由貴をオーディションを行い起用。88年の『とっておきの青春』（脚本・井沢満）では、父と子の関係はどうあるべきか考え、自分の家族を重ねあわせながら、ドラマの構想を練った。
1990年（平成2年）、女性として番組制作局ドラマ番組プロダクションの初の部長となり、翌年には女性初の番組制作局長に就任した。NHK時代は784本（27企画）の制作に携わった。
1992年（平成4年）退職し、個人事務所「リスプラン」を設立した。

## 作品

### NHK時代
- 京、ふたり
- 男たちの旅路
- 黄金の日日
- 獅子の時代
- おんな太閤記
- おしん
- 翔ぶが如く
- イキのいい奴
- はね駒
- たけしくん、ハイ!
- とっておきの青春

### 独立後
- 文芸社新春ドラマスペシャル（総合プロデュース）
- これから～海辺の旅人たち～
- 天の瞳
- 鬼ユリ校長、走る!
- 銀座まんまんなか!

## 著書
- 『あま噛み』世界文化社、1995年9月。ISBN 978-4418955190。
- 『ドラマを愛した女のドラマ』草思社、1995年11月。ISBN 978-4794206589。
- 『5年後の夢をかなえる「自分育て」』三笠書房、2002年9月。ISBN 978-4837919766。

### 共著
- 秋山礼子、大谷由里子、ピースマインド (監修)『元気に働こう!心の元気レシピ』フィリア、2008年3月。ISBN 978-4434117084。